# 原宿AbemaNews
原宿AbemaNews（ハラジュクアベニュー）は、インターネットテレビ局AbemaTV内のAbemaNewsにて、12:00 - 14:00に配信されていた情報番組。
この頁ではリニューアル後の原宿アベニュー、けやき坂アベニューについても記述する。

## 概要
原宿周辺を中心としたティーンエイジャー向けの流行情報を主に紹介しており、サイバーエージェントが設営しているサテライトスタジオである「HARAJUKUAbemaStudio」で月曜から金曜まで生配信していた。AbemaTV先行配信期間中の2016年4月9日から、事実上のパイロット版として「48時間前だよ！原宿アベニュー直前SP」を配信を開始。同年7月18日配信分より、番組編成の改編に伴い、配信時間が18:30開始に繰り下がるが、配信時間も10分拡大して90分枠となる。また、テレビ朝日・六本木ヒルズ 夏祭り SUMMER STATION開催中は別曜日のMC・コメンテーター陣が六本木ヒルズ・テレビ朝日本社から生中継でリポートする。

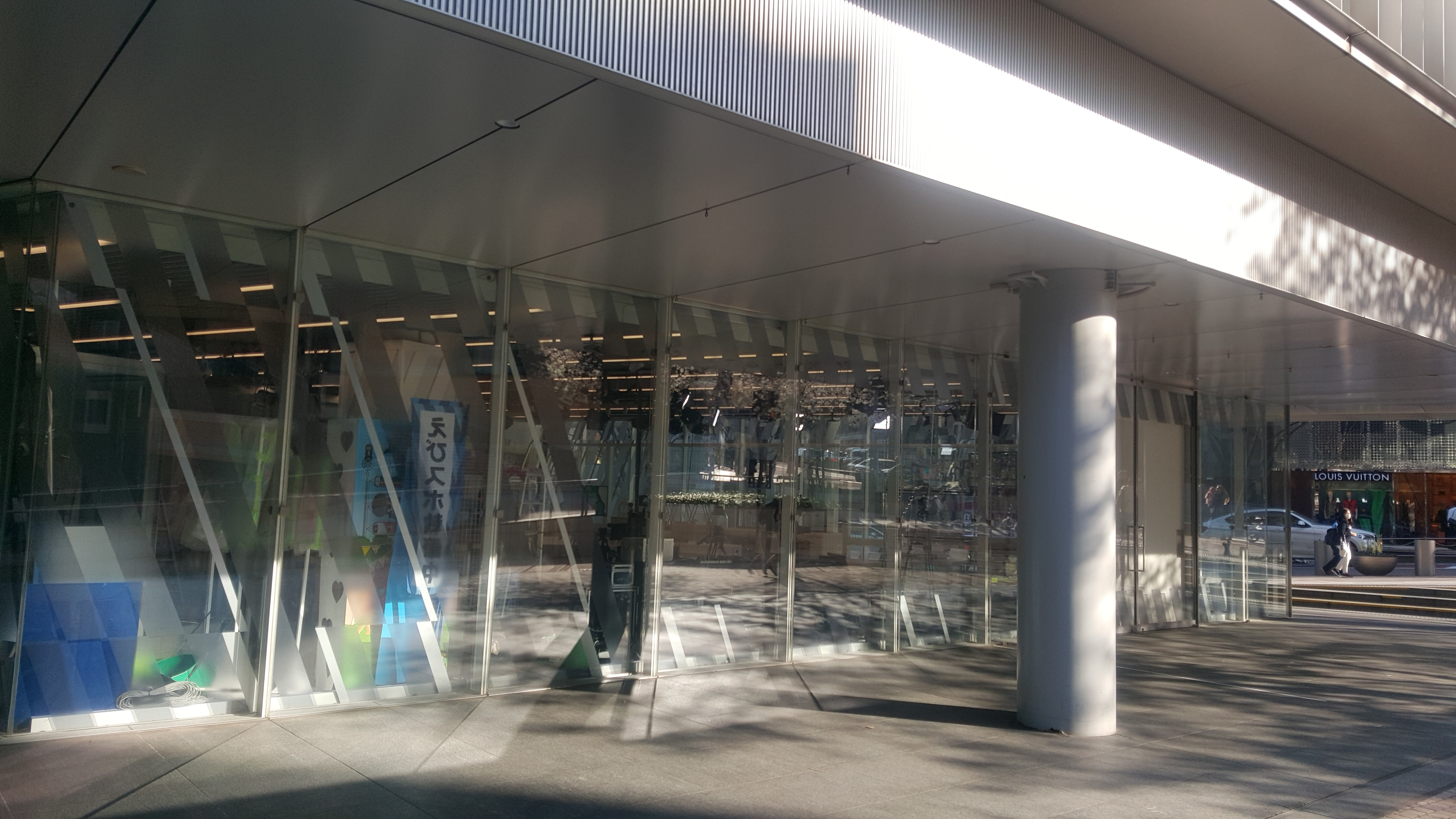
EXけやき坂スタジオ

2017年7月15日から、配信時間が週末昼へ時間編成が変更され、番組名も『原宿アベニュー』に改称。また、日曜の番組名を『けやき坂アベニュー』に変更し、番組の配信スタジオをAbemaNewsのメインスタジオであるテレビ朝日六本木本社敷地内の「EXけやき坂スタジオ」から配信する（土曜は変わらず原宿から）。
配信中に番組の意見をTwitterで募集を募っており、ハッシュタグは「#原宿アベニュー」、「#けやき坂アベニュー」が推奨されていた。
“若者目線”にこだわり、最新トレンドニュースはもちろん、固いニュースをかみ砕いて伝えることを第一とする。このためコメンテーターの呼称も父親世代の意味で「パパコメンテーター」となっていた。

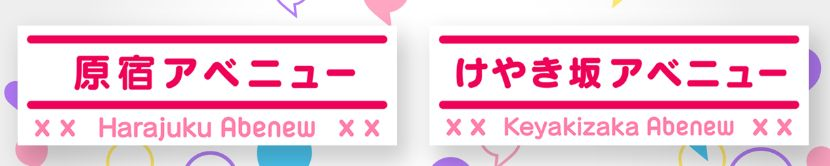
原宿アベニュー、およびけやき坂アベニュー番組ロゴ

2018年上半期のAbemaNews番組編成改編に伴い、2018年3月31日に「原宿アベニュー」、同4月1日「けやき坂アベニュー」が番組終了。同放送枠にて土曜も『けやきヒルズ SATURDAY』が拡大された。

## 出演者

### 終了時

#### MC
- 原宿：大川藍[4]、さとうほなみ（隔週）
- けやき坂：芹澤優、前島亜美（隔週）[5]

#### コメンテーター
週替わりで出演
- 原宿、けやき坂：蝶野正洋、赤ペン瀧川[6]、レッド吉田[7]、藤本敏史[8]、杉浦太陽[9]、田村亮[10]、サンプラザ中野くん※ゲストのよしもと芸人と一緒の出演
- けやき坂：モーリー・ロバートソン - 2017年10月 - 2018年4月1日

#### リポーター
- 原宿：鈴木ゆりあ（アベニューリポーター）、ベック[11]
- けやき坂：西崎莉麻

#### 番組進行
- 原宿：池谷麻依（テレビ朝日アナウンサー）
- けやき坂：小野恵美(フリーアナウンサー) - 2017年10月8日 - 2018年4月1日

#### ニュース解説
- 細川隆三（当時：テレビ朝日報道局政治部デスク）

### 過去

#### MC
- 月曜：今井華
- 火曜：岩崎春果
- 金曜：澤田汐音[12]
- 水曜：藤田ニコル
- 水曜：岡田結実
- 原宿、けやき坂：青島妃菜[注 4] - 2018年2月3、4日

#### コメンテーター
- 木曜：ダイアモンド☆ユカイ

### 進行
全てテレビ朝日アナウンサー
- 月曜：宇佐美佑果
- 火曜：弘中綾香[13]
- 水曜：紀真耶
- 木曜：森葉子[14]

## 主なコーナー

### 原宿・けやき坂共
- エンタメピックアップ

1週間の中で話題になった芸能情報や記者会見などを速報した。
- 凸撃アベマニア

AbemaTV内のチャンネルにて配信されている、注目番組を紹介したコーナー
- ニュースコーナー

AbemaNewsチャンネルにて配信しているテレビ朝日報道局から配信される最新ニュースを番組内で内包。また、ニュース終わりには他局のワイドショーのようにMCがニュースキャスターとの掛け合いトークを、プライベートで撮影して来た写真等を公開しながら展開した（両日ともにニュース読みはEXけやき坂スタジオのストレートニュースブースから行なった）。

### 原宿
- 原宿ニュース→ それな[注 5]

1週間に起きた話題に対して、原宿の街頭にいる若年層の10代、20代に街頭インタビューしたVTRコーナー。
- 赤ペン瀧川の○っと原宿ネオ

リニューアル前から単発で行っていた瀧川のプレゼンコーナー。1つのテーマに沿って特に「原宿」に重きを置いて取材し、スライドショーを使い若年層にプレゼンする。スタジオが原宿の真ん中にあるため、食べ物関連はスタッフによりそのまま運ばれていた。
- 議員GO

2018年1月20日開始。国会議員をカードゲームのゲームキャラクターに見立て、名刺を集めて当選回数、役職、レア度など番組独自のポイント集計により闘うコーナー。名刺集めのため、議員のプライベートや政策をかみ砕いて伝える。プレイヤーは内山奈月、井上咲楽。
当該番組の配信終了後、同年5月5日、9月2日に特番の単独番組として配信された。9月版は井上咲楽と紗蘭がプレイヤーとなる。

### けやき坂
- 中継コーナー

週末に注目出来るイベント会場等から中継するコーナー。場合によってはコーナーがない場合もあり。
- アベニューレコメンド

注目する場所にロケしに行き、紹介するVTRコーナー。西崎がロケに赴くが、場合によってはスタッフ取材のみもあり。
- あべふぇす＠けやき坂

けやき坂のEXスタジオ内で演じられるライブコーナー。前配信番組であった『Abemaエンタメサンデー』の後継コーナーで、配信回毎にゲストを招き、ゲストの持ち歌等のパフォーマンスを披露するコーナーで、リニューアル第1回目は芹澤の持ち歌を披露した。後述のモーリータイムス開始以後、スタジオライブは行われなくなった。
- モーリータイムズ

モーリーが注目する徴兵制度、中国IT監視社会など、コアな世界ニュースを届けるコーナー。モーリーは上手のニュースブースに移動し伝える。

### 過去のコーナー
月曜
- 今井華の「原宿酒場放浪記」 - 月曜MCの今井が原宿周辺の居酒屋をリポートする。
- 女子力あっぷby.Sのススメ
- バイブス・アプリ - スマホアプリに関する話題を提供する。

火曜
- おしえて！綾香先生
- 赤ペン瀧川の○（まる）っと原宿
- ふわふわ中継

水曜
- バイブスアプリ - 原宿を歩く中高生のスマホアプリを覗き、インタビュー。最新アプリ情報も伝える。
- にこるん中継
- 青春お悩み相談バトル - 視聴者公募による女子中高生の本気の悩みに藤田や藤本が答える。

木曜
- アベニューっ娘 - ブレイクが期待される女性にインタビューする。
- しぃ散歩 - 原宿周辺の話題のスポットを中継する。

金曜
- アベニューレコメンド - エンターテイメントのランキングや映画プレゼン対決など。

## 特別番組
- 平成最後の年越しカウントダウン

2018年の年越し特番として、第2部を『議員GO』で番組を編成。
日時：2018年12月31日18:30 - 20:00
出演者：井上、紗蘭、細川隆三、寺崎貴司、国会議員：石原宏高、玉木雄一郎、佐々木さやか等

## スタッフ

### 終了時
- ナレーション：鈴木卓朗（原宿）
- 構成：勝木友香、つづき秀雄、植田靖章、戸田倫彰、渡邊亮太
- 技術チーフ：熊谷祐巳、木村洋輔、田部哲平
- TD：高橋広
- CAM：赤星英博、生野美智信（原宿）、玉手康裕、佐相誠、佐原陽平、秋元辰也（けやき坂）
- CA：新井麻菜美、高木麻菜、松浦伸哉
- MIX：木戸寛公
- VE：時見正和
- AA：安藤佳代子、浅川友萌
- 照明：中本明人
- SW：松田祥宏
- AUD：日置小月
- CG：島田了一、小林宏嗣、村澤ちひろ
- デザイン：横井勝
- 美術：小谷知輝
- スタイリスト：村田ゆみ子/Mi-knot inc.
- ヘアメイク：HEAR&MAKE KAUNALOA
- TK：石原由季、清水雅子
- AP：松尾直子
- アシスタントディレクター：清水杜知、森田悠宇里、名田右京、八木駿矢、中村光一[注 6]
- ディレクター：浦田幸毅、蛭間鉄平、佐々木祐麻、田中拓也、小野寺弘行、谷口彦薫、高尾ひとみ、佐藤圭太、齊藤啓太、伊藤正継、松原一烈、野間夕理、阿部賢吾、五十嵐優、濱地健太、吉川昌秀、中村貴洋、
- ニュースデスク：平元真太郎（テレビ朝日）
- プロデューサー：関根喜光（テレビ朝日）、野中和哉（ViViA）
- チーフプロデューサー：太田伸（テレビ朝日）、岡崎利貞（ViViA）
- 制作協力：ViViA

### 過去
- プロデューサー：植村俊和（テレビ朝日）、小林久晃